# Kimitsu

Situation de Kimitsu dans la préfecture de Chiba.

Kimitsu (君津市, Kimitsu-shi) est une ville de la préfecture de Chiba, au Japon.

## Géographie

### Localisation
Kimitsu est située dans le sud-ouest de la péninsule de Bōsō.

### Démographie
En octobre 2020, la population de Kimitsu s'élevait à 83 103 habitants, répartis sur une superficie de 318,81 km2.

### Topographie
Kimitsu est la deuxième ville de la préfecture de Chiba en superficie. Son relief est agrémenté de nombreuses collines, dans lesquelles les habitants ont creusé manuellement des tunnels.

## Histoire
Le territoire de Kimitsu correspond en grande partie au domaine de Kururi. Le bourg moderne de Kimitsu a été créé le 1er avril 1943. Il obtient le statut de ville le 1er septembre 1971.

## Économie
La zone côtière de la ville est très industrialisée, avec notamment des aciéries de Nippon Steel.

## Culture locale et patrimoine
- Château de Kururi
- Parc naturel préfectoral de Takagoyama

## Transports
Kimitsu est desservie par les routes nationales 6, 127 et 410.
La ville est desservie par les lignes Uchibō et Kururi de la JR East. La gare de Kimitsu est la principale gare de la ville.

## Jumelages
- Kamogawa (Japon)
- Uiwang (Corée du Sud)